# Rue Henry-Farman
La rue Henry-Farman est une voie située dans le quartier de Javel du 15e arrondissement de Paris en France.

## Situation et accès
La rue Henry-Farman est une voie située dans le quartier de Javel du 15e arrondissement de Paris, à la limite de la commune d'Issy-les-Moulineaux où elle se prolonge sur une centaine de mètres sous la dénomination de « rue Henri-Farman », pour faire la jonction avec la rue Camille-Desmoulins.
La rue Henry-Farman est desservie par la ligne de tramway T2 à la station Henri Farman ainsi qu'à proximité par ligne 8 du métro à la station Balard.

## Origine du nom
Cette voie porte le nom de l'aviateur et constructeur aéronautique Henri Farman, l'un des pionniers de l'aviation en France avec ses frères Dick et Maurice Farman qui deviendront les constructeurs des avions Farman. Henri Farman réalise sur le site de l'actuelle rue, le 13 janvier 1908, le premier vol sur 1 km en 1 minute et 28 secondes à bord d'un biplan des frères Voisin.

## Historique
Ancienne « voie BO/15 » créée lors du réaménagement de la zone de la plaine de Vaugirard et de la rue Camille-Desmoulins sur la commune d'Issy-les-Moulineaux, cette rue parisienne prend en 1995 son nom actuel.

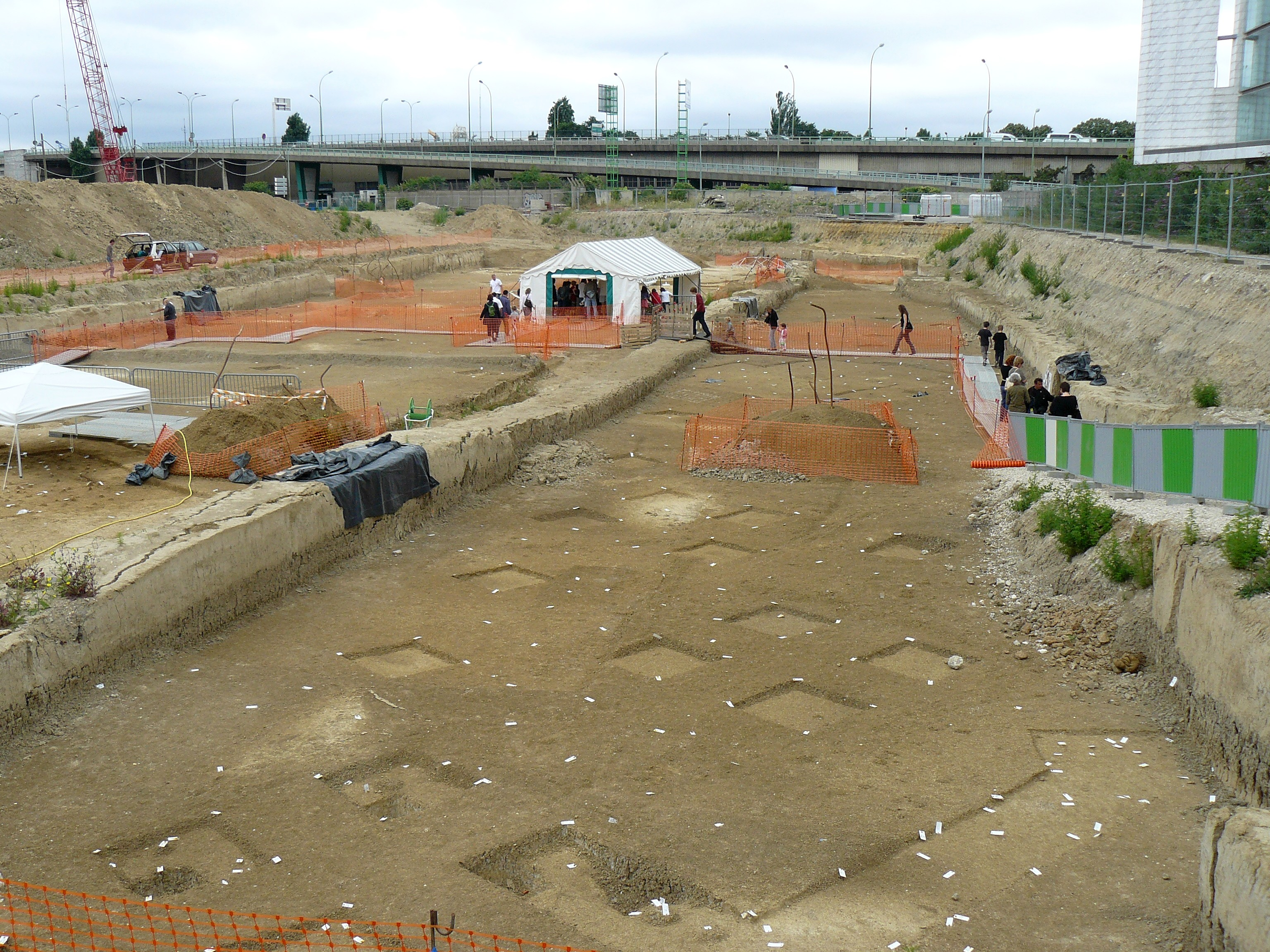
Fouilles archéologiques dans la rue en juin 2008.

En 2007, à l'occasion de travaux, les premières traces de vestiges d'occupation humaine du site datant du Néolithique et du Mésolithique ont été mises au jour, entraînant une importante campagne de fouilles menées par l'Institut national de recherches archéologiques préventives (INRAP) au no 62 de la rue, de février à septembre 2008, sous la direction de l'archéologue Bénédicte Souffi,. Sur 5 000 m2 et six zones différentes ont été dégagés de nombreux objets, os, microlithes en grès (provenant des buttes entourant Paris), et silex taillés, ainsi que, épars, une mandibule et un fragment de fémur humain adulte, datant de -9000/-5000 av. J.-C., marquant la fréquentation du site par des populations de chasseurs-cueilleurs nomades comme halte de chasse à une époque où le bras nord de la Seine devait passer à cet endroit, constitué d'une prairie en proximité de forêts,. Il s'agit du premier site de ce type et du plus ancien mis au jour le long du fleuve,.

## Bâtiments remarquables et lieux de mémoire
- Au no 50 se trouve le siège de la direction générale de l'Aviation civile (DGAC).
- Au no 62 est implanté depuis 2011 le premier centre de tri de déchets de Paris intramuros, Paris XV[8].
- En décembre 2012, le groupe d'ingénierie-conseil Systra installe l'ensemble de ses bureaux parisiens aux nos 72-76 de la rue dans un ensemble de bâtiments, Le Farman, réalisés par l'architecte Jean-Michel Wilmotte[9].
- L'héliport de Paris - Issy-les-Moulineaux.
- L'Aquaboulevard.
- Le parc omnisports Suzanne-Lenglen.
- Le stand de tir de Balard y était à proximité.
- Tour Sequana, siège social du groupe Accor.
- En face de l'héliport de Paris, à l'intersection avec la rue Louis-Armand, se trouve le Monument Farman - Voisin (1929), œuvre de Paul Landowski, offert par la mécène Suzanne Deutsch de La Meurthe. Inscription gravée : « Sous le contrôle de l’Aéro-Club de France / sur ce terrain, le 13 janvier 1908 pour / la première fois au monde un kilomètre / en circuit fermé a été parcouru par / Henri Farman sur Biplan conçu et construit / par les frères Gabriel et Charles Voisin / moteur Antoinette crée par Levavasseur / gagnant ainsi le Grand prix d'aviation (de)) / Deutsch – Archdeacon et portant les / records mondiaux d’Aviation à / distance : 1000 m. Durée : 1m 28s ».

Siège de la DGAC.
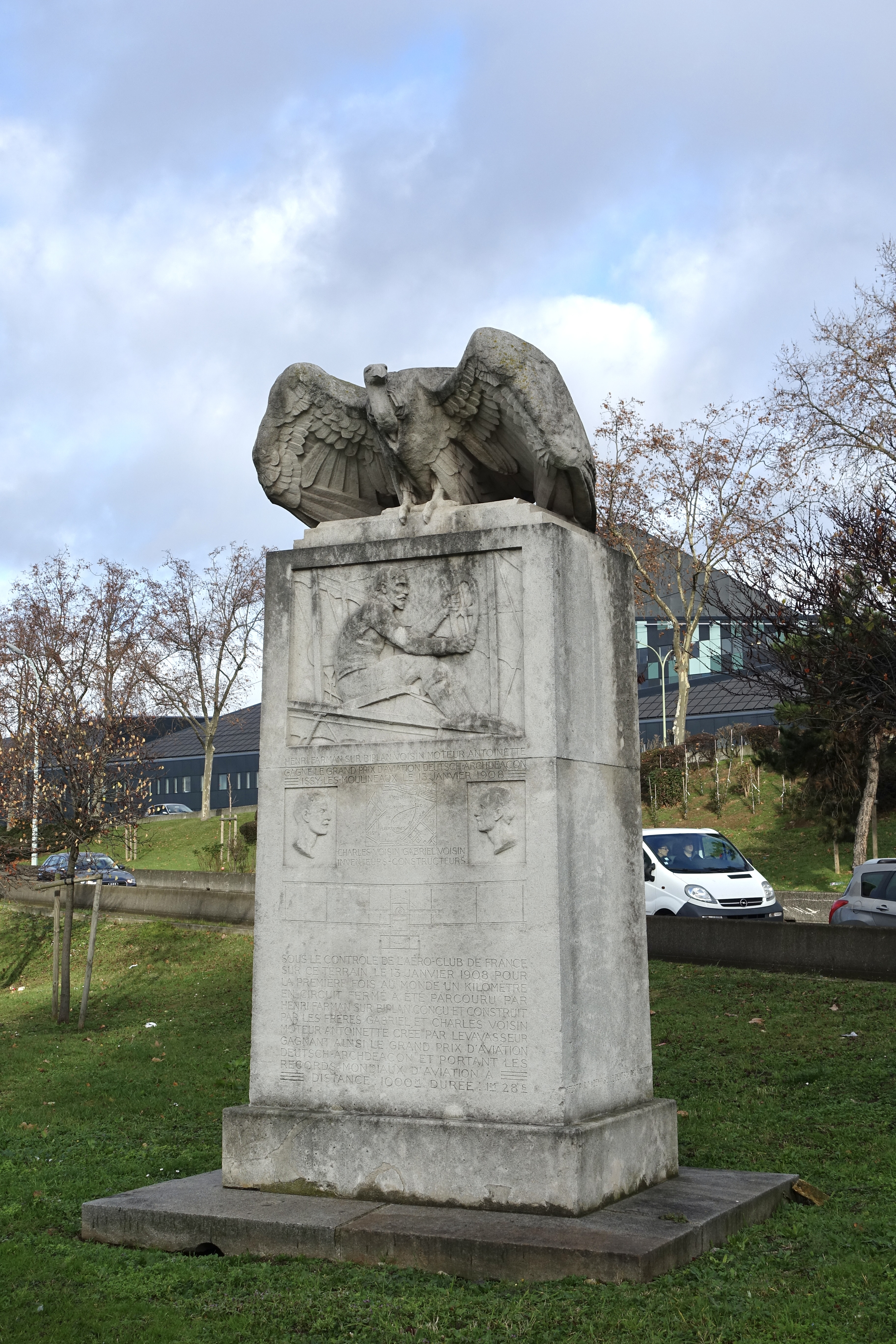
Monument Farman - Voisin.
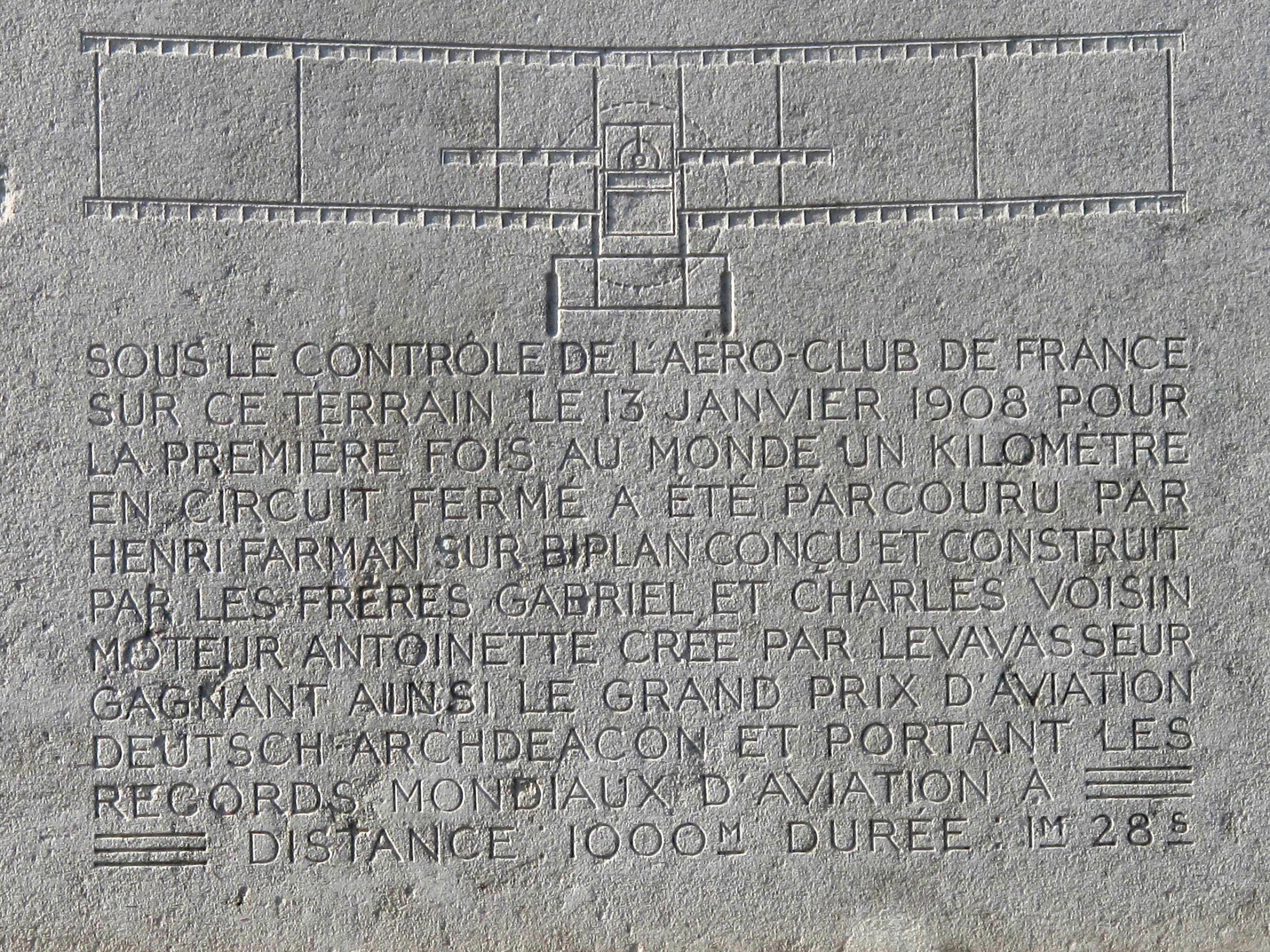
Inscription du monument.